# Rudolf Rohr
Rudolf Rohr (1831 - 1888) was een Zwitsers politicus.
Rudolf Rohr behoorde tot de Radicale Partij (voorloper van de huidige Vrijzinnig Democratische Partij). Tot zijn overlijden in 1888 was hij lid van de Regeringsraad van het kanton Bern.
Rudolf Rohr was van 1 juni 1876 tot 31 mei 1877, van 1 juni 1878 tot 31 mei 1879, van 1 juni 1881 tot 31 mei 1882 en van 1 juni 1887 tot 31 mei 1888 voorzitter van de Regeringsraad (dat wil zeggen regeringsleider) van Bern.